# Verner Blaudzun
Verner Blaudzun (Sønderborg, 23 marzo 1946) è un ex ciclista su strada danese.

## Palmarès

### Olimpiadi
- 1 medaglia:
  - 1 bronzo (Montréal 1976 nella corsa a cronometro a squadre)